# مارثا فراح
مارثا فراح (بالإنجليزية: Martha Farah) هي عالمة نفس أمريكية، ولدت في 30 أغسطس 1955.

## وصلات خارجية
- مارثا فراح على موقع إن إن دي بي (الإنجليزية)